# Frontex
Европейская служба пограничной и береговой охраны, обычно называемая «Фронтекс» (Frontex, от фр. Frontières extérieures) — агентство Европейского союза по безопасности его внешних границ.

## Деятельность
Агентство было создано на основании постановления Совета Европейского союза в 2004 году и называлось Европейским агентством по управлению оперативным сотрудничеством на внешних границах государств — членов Европейского союза. Начало работать 1 мая (по другим данным 3 октября) 2005 года. Является ответственным за координацию деятельности национальных пограничных служб и обеспечивает надёжность внешних границ Евросоюза. Штаб-квартира размещена в Варшаве на Европейской площади.
После начала европейского миграционного кризиса было предложено расширить существующие полномочия агентства, что было закреплено актом Европейского парламента от 14 сентября 2016 года. Агентство было переименовано в Европейскую службу пограничной и береговой охраны, начало работу 6 октября 2016 года.

## Участники
Страны, не состоящие в Европейском союзе
| Страна     | Пограничный контроль                        | Береговая охрана                                                                 |
| ---------- | ------------------------------------------- | -------------------------------------------------------------------------------- |
| Австрия    | Федеральная полиция Австрии                 |                                                                                  |
| Бельгия    | Федеральная полиция Бельгии                 | Береговая охрана Бельгии                                                         |
| Болгария   | Пограничная полиция Болгарии                | Пограничная полиция Болгарии                                                     |
| Венгрия    | Полиция Венгрии                             |                                                                                  |
| Германия   | Федеральная полиция                         | Береговая охрана ФРГ                                                             |
| Греция     | Полиция Греции                              | Береговая охрана Греции                                                          |
| Дания      | Полиция Дании                               | Королевские военно-морские силы Дании                                            |
| Исландия   | Полиция Исландии                            | Береговая охрана Исландии                                                        |
| Испания    | Гражданская гвардия Испании                 | Общество спасения на море                                                        |
| Италия     | Корпус карабинеров                          | Корпус Береговой охраны                                                          |
| Кипр       | Полиция Кипра                               | Портовая и морская полиция Кипра                                                 |
| Латвия     | Государственная пограничная охрана          | Военно-морские силы Латвии                                                       |

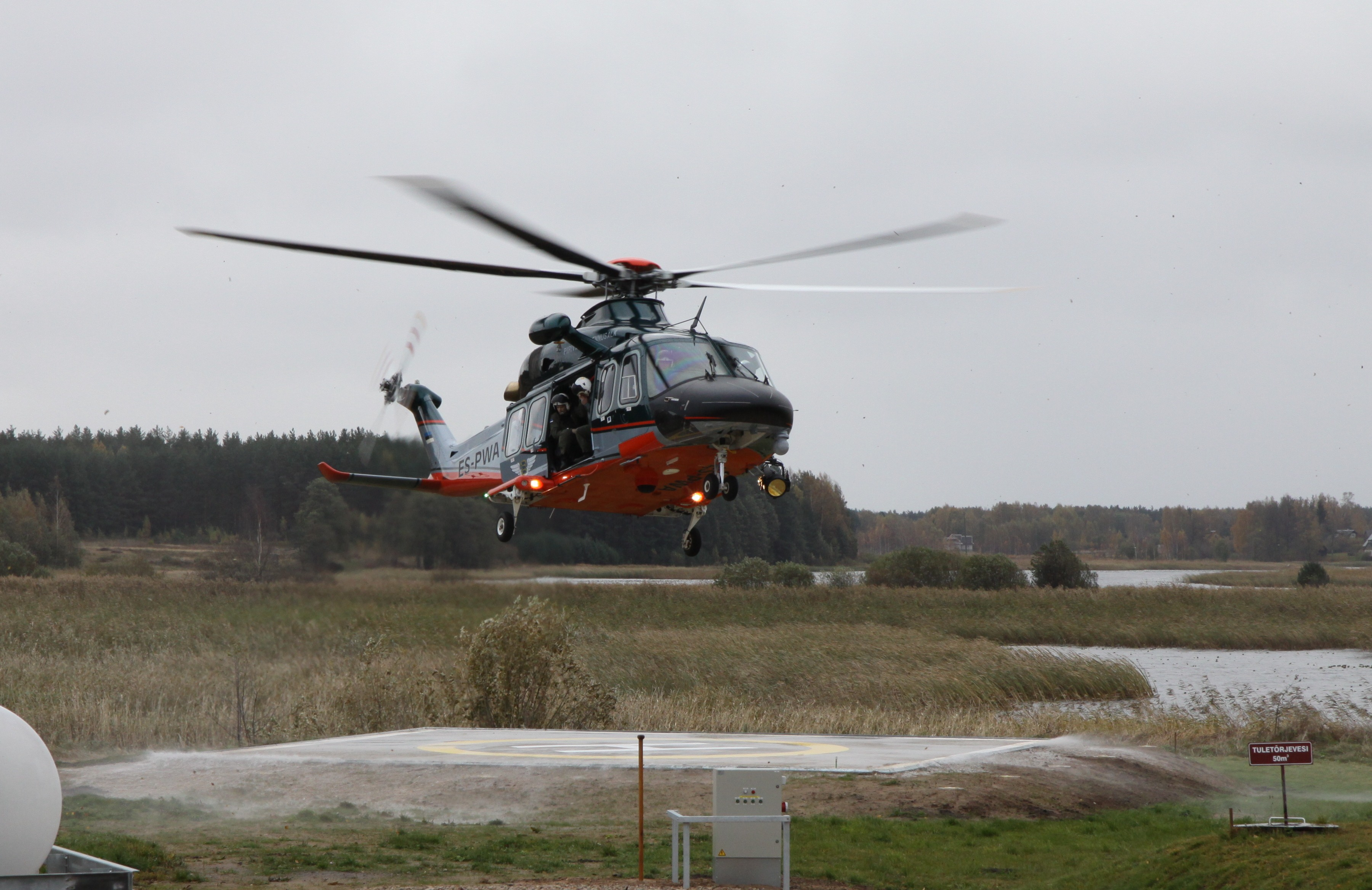
Патрульный вертолёт Эстонской пограничной полиции

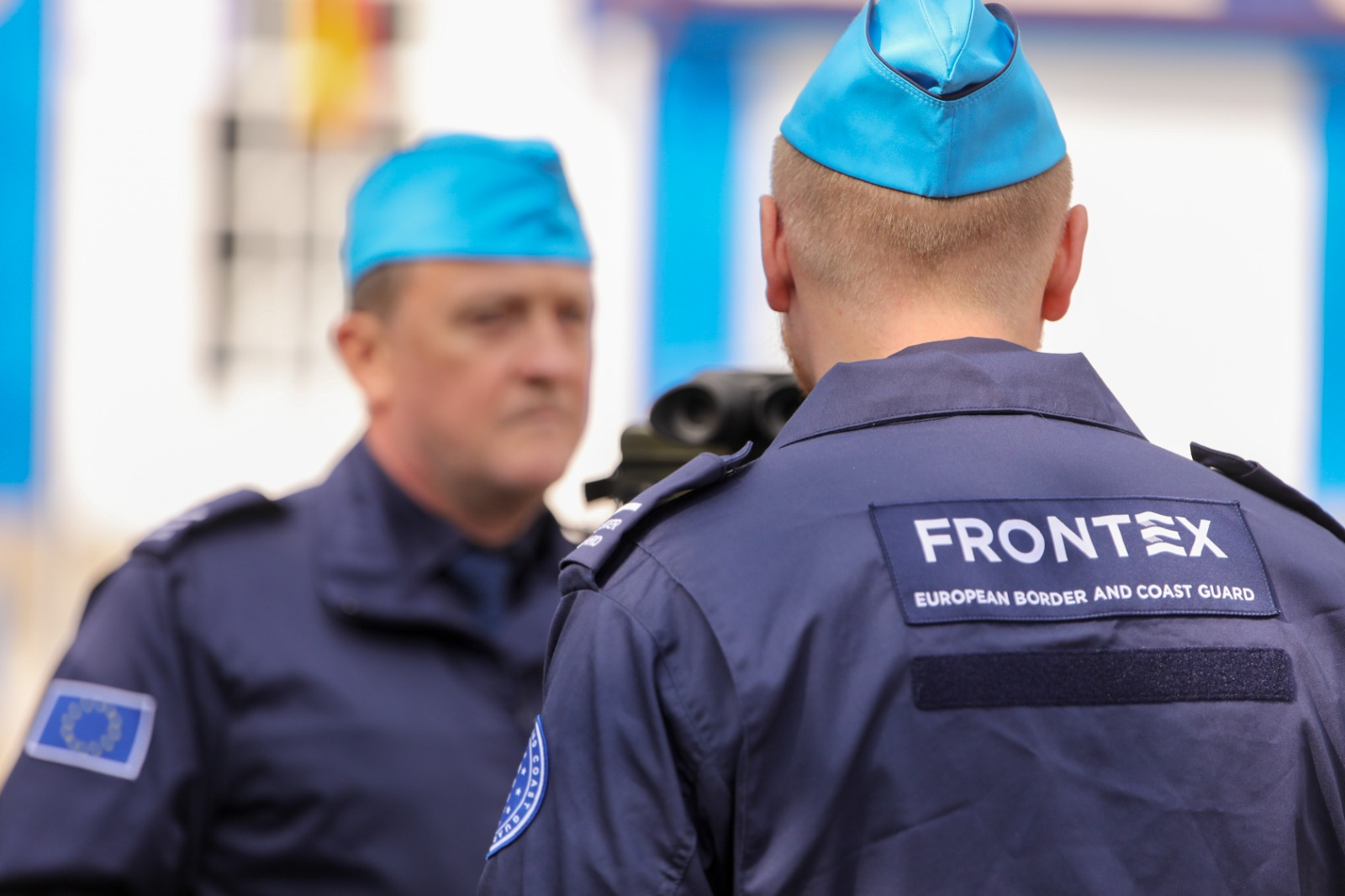
Чиновники FRONTEX в униформе

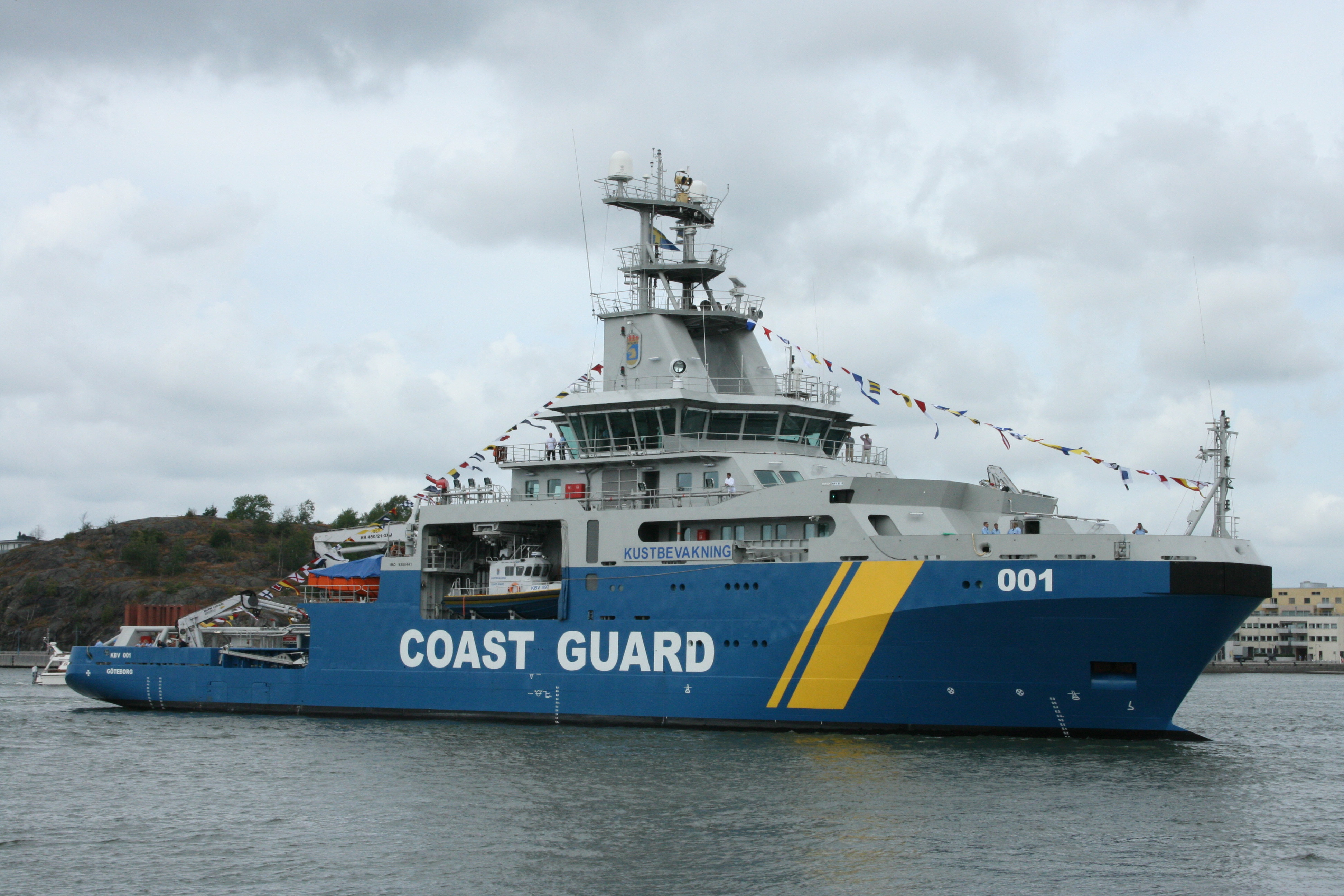
KBV 001 Poseidon, корабль Береговой охраны Швеции

| Литва      | Служба охраны государственной границы Литвы | Служба охраны государственной границы Литвы Военно-морские силы Литвы (частично) |
| Мальта     | Вооружённые силы Мальты                     | Морской отряд Вооружённых сил Мальты                                             |
| Нидерланды | Королевские конные егеря                    | Береговая охрана Нидерландов                                                     |
| Норвегия   | Полиция Норвегии Пограничный комиссариат    | Береговая охрана Норвегии                                                        |
| Польша     | Пограничная стража                          | Пограничная стража                                                               |
| Португалия | Национальная республиканская гвардия        | Морская пограничная служба                                                       |
| Румыния    | Пограничная полиция Румынии                 | Пограничная полиция Румынии                                                      |
| Словакия   | Пограничная полиция Словакии                |                                                                                  |
| Словения   | Полиция Словении                            | Полиция Словении                                                                 |
| Финляндия  | Пограничная охрана Финляндии                | Пограничная охрана Финляндии                                                     |
| Франция    | Национальная жандармерия                    | Морская жандармерия                                                              |
| Хорватия   | Полиция Хорватии                            | Полиция Хорватии                                                                 |
| Швеция     | Полиция Швеции                              | Береговая охрана Швеции                                                          |
| Швейцария  | Пограничная охрана                          |                                                                                  |
| Эстония    | Департамент полиции и погранохраны          | Береговая охрана Эстонии                                                         |